# Квашнин, Константин Константинович
Константин Константинович Квашнин (1913 — 2007) — советский разведчик, военинтендант 3-го ранга.

## Биография
Учился в школе фабрично-заводского ученичества (фабзауч), затем был студентом одного из московских вузов. После чего аспирант, с 1937 стал работать в структуре разведки по приглашению Я. И. Серебрянского. После ареста последнего, получил назначение заместителем начальника радиоцентра контроля за эфиром. Затем назначили на должность заместителя начальника отделения механических и пиротехнических аппаратов и устройств. На пятый день Великой Отечественной войны, 27 июня 1941, в группе оперативных работников других подразделений был откомандирован в Отдельную мотострелковую бригаду особого назначения, где занял должность помощника начальника инженерной службы бригады. Осенью 1941 становится командиром отряда. Позже был переведён в Москву, назначен в состав специальной группы, подчинявшейся непосредственно П. А. Судоплатову. Вместе с В. В. Гражулем откомандирован в Горький для подготовки резервной базы обучения и тренировок специалистов.
23 февраля 1942 женился на С. С. Хидекель (1915 — после 2007), выпускнице Института иностранных языков, преподававшей разведчикам, отправляемым за рубеж. В 1943 откомандирован в Лондон для установления официальных контактов с английской разведкой и организации совместных действий. Был представлен как атташе советского посольства по фамилии Красовский, принял его Д. А. Хилл. Работал по маршруту Москва — Сталинград — Астрахань — Тегеран — Каир, и через всю Африку (Хартум — Канна — Лагос — Дакар на « Каталине»), затем Лиссабон. В Португалии был арестован за отсутствие визы, после освобождения прибыл в Саутгемптон. Его куратором в Лондоне был И. А. Чичаев, жена которого работала шифровальщицей. В конце февраля 1944 отправился в Югославию, в партизанский край, в советскую военную миссию при штабе И. Б. Тито в качестве советника по диверсионной деятельности и офицера связи. Во время операции «Ход конём» спас сына британского премьера Р. Ф. Э. Спенсера-Черчилля и английского писателия Ивлина Во. После войны руководил кафедрой, преподавал в ШОН. Со второй половины 1960-х работал старшим инженером в МЭИС.
В начале XXI века при разборе гостиницы «Москва» и реконструкции Большого театра Константина Константиновича приглашали для определения не найденных мест закладки взрывчатки, которые находились в конструкциях здания более 65 лет.

### Звания
- военинтендант 3-го ранга.

### Награды
- медаль «За трудовую доблесть».[4]